# Planners
Planners ist eine argentinische Dramedy-Serie, die von der Pegsa Group und Star Original Productions für die Walt Disney Company umgesetzt wurde. In Lateinamerika fand die Premiere der Serie als Original am 5. Mai 2023 auf Star+ statt. Im deutschsprachigen Raum erfolgte die Erstveröffentlichung der Serie am selben Tag durch Disney+ via Star als Original.

## Handlung
Nach ihrer kürzlichen Scheidung von Marcos Gutíerrez, dem Inhaber einer renommierten Eventplanungsagentur, sieht sich die 37-jährige Malena Carregal mit einer neuen Realität konfrontiert: Sie ist geschieden, arbeitslos, lebt in einem zunehmend leeren Haus, hat keinen wirklichen Plan und steht vor einer ungewissen Zukunft, nachdem sie 15 Jahre lang die Eventplanungsagentur aufgebaut hat, die nun im Besitz von Marcos bleibt. In dieser schwierigen Phase ihres Lebens lernt Malena Cali Portman kennen, eine aufgeschlossene und ehrgeizige junge Frau, die neuen Schwung in ihr Leben bringt. Schließlich wird Malena von Cali dazu angespornt, ihre eigene Eventplanungsfirma zu gründen. Doch dafür muss Malena ihre ganze Erfahrung einbringen, um das ideale Team zusammenzustellen und dieses Projekt, von dem sie nie wusste, dass sie es jemals machen würde, irgendwie zu verwirklichen – ein Unterfangen, das sie schon bald zu einer Konkurrentin ihres Ex-Mannes macht.

## Besetzung
| Rolle            | Schauspieler       |
| ---------------- | ------------------ |
| Malena Carregal  | Celeste Cid        |
| Cali Portman     | Leticia Siciliani  |
| Marcos Gutiérrez | Gonzalo Valenzuela |
| Andy Garrison    | Guillermo Pfening  |
| Ray              | Marcos Montes      |
| Clara            | Camila Peralta     |
| Javier Gutiérrez | Matías Recalt      |
| Lito Carregal    | Claudio Da Passano |
| Verónica         | Luz Palazón        |

## Episodenliste

### Staffel 1
| Nr. (ges.) | Nr. (St.) | Deutscher Titel                 | Originaltitel             | Erstveröffentlichung (Lateinamerika) | Deutschsprachige Erstveröffentlichung (D/A/CH) |
| ---------- | --------- | ------------------------------- | ------------------------- | ------------------------------------ | ---------------------------------------------- |
| 1          | 1         | Hab kein Vertrauen              | No confiemos              | 5. Mai 2023                          | 5. Mai 2023                                    |
| 2          | 2         | Hurra                           | Hurra                     | 5. Mai 2023                          | 5. Mai 2023                                    |
| 3          | 3         | Marcos wird es lieben           | A Marcos le va a encantar | 5. Mai 2023                          | 5. Mai 2023                                    |
| 4          | 4         | Was für ein großartiger Tag     | Qué gran día              | 5. Mai 2023                          | 5. Mai 2023                                    |
| 5          | 5         | Alles unter Kontrolle           | Todo controlado           | 5. Mai 2023                          | 5. Mai 2023                                    |
| 6          | 6         | Ich sage dir dann, wie es läuft | Te lo digo como me sale   | 5. Mai 2023                          | 5. Mai 2023                                    |
| 7          | 7         | Sauerstoffmangel                | Acá no hay oxígeno        | 5. Mai 2023                          | 5. Mai 2023                                    |
| 8          | 8         | Können wir reden?               | ¿Podemos hablar?          | 5. Mai 2023                          | 5. Mai 2023                                    |
| 9          | 9         | Stille auf Kanal eins           | Canal 1 liberado          | 5. Mai 2023                          | 5. Mai 2023                                    |

### Staffel 2
| Nr. (ges.) | Nr. (St.) | Deutscher Titel          | Originaltitel          | Erstveröffentlichung (Lateinamerika) | Deutschsprachige Erstveröffentlichung (D/A/CH) |
| ---------- | --------- | ------------------------ | ---------------------- | ------------------------------------ | ---------------------------------------------- |
| 10         | 1         | Auf zu neuen Anfängen... | Las segundas partes... | 13. Dez. 2023                        | 13. Dez. 2023                                  |
| 11         | 2         | Eindringlich             | Inmersivo              | 13. Dez. 2023                        | 13. Dez. 2023                                  |
| 12         | 3         | Wehen                    | Contracciones          | 13. Dez. 2023                        | 13. Dez. 2023                                  |
| 13         | 4         | Das Ende der Welt        | El fin del mundo       | 13. Dez. 2023                        | 13. Dez. 2023                                  |